# My Husband Won't Fit
My Husband Won't Fit ou Un problème de taille au Québec, est une série télévisée japonaise en dix épisodes d'environ 34 minutes et mise en ligne le 20 mars 2019 sur le service de Vidéo à la demande de Fuji Television, et à l'international sur Netflix.

## Fiche technique
- Titre : My Husband Won't Fit
- Titre québécois : Un problème de taille
- Pays d'origine : Japon

## Distribution
- Natsumi Ishibashi (ja) : Kumiko (Yamamoto) Watanabe
- Aoi Nakamura : Kenichi Watanabe

## Épisodes
Les épisodes, sans titre, sont numérotés de un à dix.